# Emsworth
Emsworth – miasto w Anglii, w hrabstwie Hampshire, w dystrykcie Havant. Leży 40 km na południowy wschód od miasta Winchester i 93 km na południowy zachód od Londynu. W 2001 miasto liczyło 9737 mieszkańców.